# Sabinares Del Puerto De Escandón
Sabinares Del Puerto De Escandón este o arie protejată (arie specială de conservare — SAC, sit de importanță comunitară — SCI) din Spania întinsă pe o suprafață de 11.605,63 ha, integral pe uscat.

## Localizare
Centrul sitului Sabinares Del Puerto De Escandón este situat la coordonatele 40°16′30″N 0°58′04″W / 40.2749°N 0.967867°V.

## Înființare
Situl Sabinares Del Puerto De Escandón a fost declarat sit de importanță comunitară în iulie 2000 pentru a proteja 2 specii de animale. Situl a fost protejat și ca arie specială de conservare în februarie 2021.

## Biodiversitate
Situată în ecoregiunea mediteraneană, aria protejată conține 8 habitate naturale: Pajiști alpine și boreale, Matorral arborescenți cu Juniperus spp., Păduri iberice de Quercus faginea și Quercus canariensis, Păduri de pin (sub-) mediteraneene cu pini negri endemici, Pajiști alpine și subalpine calcaroase, Păduri de Quercus ilex și Quercus rotundifolia, Lande oro-mediteraneene cu formațiuni endemice de grozamă, Păduri endemice cu Juniperus spp..
La baza desemnării sitului se află mai multe specii protejate de  pești (2): Achondrostoma arcasii, Cobitis paludica.
Pe lângă speciile protejate, pe teritoriul sitului au mai fost identificate 3 specii de plante, 9 specii de păsări, 5 specii de amfibieni, 3 specii de mamifere, 1 specie de nevertebrate, 1 specie de pești, 2 specii de reptile.